# پایپر پی‌ای-۱۸ سوپر کاب
پایپر پی‌ای-۱۸ سوپر کاب (به انگلیسی: Piper PA-18 Super Cub) یک هواگرد از نوع Light هواگرد چندمنظوره ساخت شرکت پایپر ایرکرفت است. هواگرد PA-18 Super Cub نخستین پروازش را در ۱۹۴۹ میلادی انجام داد. این هواگرد در سال ۱۹۴۹ میلادی رسماً معرفی گردید و در سال‌های ۱۹۴۹–۱۹۸۳; ۱۹۸۸–۱۹۹۴ تولید شده‌است. در مجموع، تعداد ۱۵۰۰۰ فروند از این هواگرد ساخته شده‌است.